# 古巴奥林匹克委员会
古巴奥林匹克委员会（西班牙語：Cuban Olympic Committee，IOC编码：CUB）是代表古巴的国家奥林匹克委员会。古巴奥林匹克委员会成立于1926年，并于1955年获得国际奥林匹克委员会的认可。该组织也是泛美体育组织的成员。

## 外部连结
- 官方网站 （英文）